# 山川理
山川 理（やまかわ おさむ、1947年 - ）は、日本の農業技術者。専門はさつまいもといちごの品種改良、育種。元九州沖縄農業研究センター所長。べにはるか開発。農学博士。静岡市出身。

## 人物・略歴
1965年、静岡県立静岡高等学校卒業。1969年、京都大学農学部卒業（育種学）。1969年〜1982年、農林省九州農業試験場勤務。さつまいもの品種改良に従事。途中、26歳の時に名古屋大学に半年間留学（生化学 瓜谷郁三研究室）、生化学の理論と実験手法を学んだ。次いでノースカロライナ大学遺伝学部に留学、とうもろこしの研究室（チャールズ・スチューバー教授）に1年間。帰国後、およそ半年の後に、行政部門に異動。1982年〜1985年、農林水産省農林水産技術会議事務局で3年半、研究行政に携わる。畑作担当研究調査官。研究職に戻してほしいと願い出、1985年〜1990年、野菜・茶業試験場久留米市場において、いちごの品種改良に従事。1990年〜1998年、九州農業試験場に勤務。さつまいもの品種改良に従事。2003年〜2007年、九州沖縄農業研究センター所長。
2007年、農林水産省を定年退職、つくば市の農林水産先端技術研究所に赴任。品種識別用の遺伝子マーカーの開発に携わり、スタッフと共に4年間で4作物のマーカー開発に成功した。2007年〜2011年、農林水産先端技術産業振興センター理事。また、2007年より熊本県合志市のブランドづくりを支援。2011年に川越市に移転、企業の技術顧問を専属で務めた後、2014年、妻と共に農業コンサルタントを開業。
さつまいもやいちごの新品種を多数育成。開発したいちごに、あまおうととちおとめの親に当たる久留米49号とさちのかなど。さつまいも加工の特許多数。千葉大学園芸学部非常勤講師。

## 著書
- 『サツマイモの世界 世界のサツマイモ』 現代書館 2017.3

### 共著
- 『新品種で拓く地域農業の未来 食農連携の実践モデル』 岡本正弘 監修 後藤一寿, 坂井真 編集 農林統計協会 2014.4
- 『ストレスの植物生化学・分子生物学 熱帯性イモ類とその周辺』 学会出版センター 2001.7
- 『未来を拓くグリーンハイテクノロジー』 加藤明治, 木村重 編集 農林統計協会 1984.1

## 受賞
- 1996年 日本育種学会賞（第85号 農林水産省九州農業試験場甘ショ育種グループ 暖地向き多機能高品質甘しょ品種群の育成）
- 1998年 農林水産大臣賞
- 2018年 瑞宝中綬章[5]